# Aeroportul San Vito de Java
Aeroportul San Vito de Java (IATA: TOO, ICAO: MRSV) este un aeroport din Provincia de Puntarenas⁠(d), Costa Rica ce deservește zona San Vito⁠(d). A fost numit după zona deservită.
Situat la o altitudine de 999 m, aeroportul dispune de o singură pistă.